# Nicolás Lobato
Nicolás Lobato, va ser un escultor renaixentista segle xvi, nascut a Azuara, població a 60 quilòmetres de Saragossa.

## Obres
Va intervenir en la talla i fusteria del retaule de l'església del Reial Monestir de Santa Maria de Veruela, del municipi de Vera de Moncayo, (Saragossa). Va ser al pintor Jerónimo Vallejo, a qui se li havia encarregat les obres d'execució el retaule, el que amb data 8 de gener de 1541, alhora va contractar per a la realització de l'arquitectura a Nicolás Lobato i segons detalls d'aquest mateix contracte se sap que es va organitzar a la manera del retaule major de l'església parroquial de Valderrobres, que s'havia realitzat en col·laboració entre Jerónimo Vallejo, Bernardo Pérez i Nicolás Lobato. Del retaule de Veruela, a causa d'un incendi que va patir l'any 1844, solament es conserven algunes escultures, unes en col·leccions particulars i d'altres a la Diputació de Saragossa.
El 1542 va ser contractat, juntament amb Juan de Moreto i Esteban de Obray per tallar el cadirat del cor de la Basílica del Pilar. Lobato va ser l'encarregat de realitzar les mostres dels setials, per a la seva presentació i acceptació al capítol catedralici. El cadirat compost per 130 setials, va ser tallat en fusta de roure de Flandes. En aquesta obra, molt important dintre del renaixement aragonès, els relleus dels respatllers presenten a la seva majoria escenes de la vida de la Mare de Déu i de la passió de Crist, a més a més d'una rica ornamentació renaixentista composta per garlandes, grotescs i putti.
La seva última documentació el 1548, és la de l'execució del banc del retaule per a l'església de San Pedro de la població de Zuera.